# Ashoknagar
Ashoknagar – miasto w Indiach, w stanie Madhya Pradesh. W 2011 roku liczyło 81 828 mieszkańców.